# 越野健太郎
越野 健太郎（こしの けんたろう、1969年-）は、日本の実業家。東京都内でレストラン経営、レストランコンサルティング、英会話事業を展開する株式会社ケーズカラナリープランニングの創業者で代表取締役。経営不振だった東証2部「ちゃんこ江戸沢」を短期間で立て直したほか、日本初のインターネット募集型レストランファンドなどを立ち上げる。業界に先駆けて"働き方改革"を実行し週休2日制、8時間勤務を実現。

## 人物・経歴

### 幼年期から青年期
1969年11月、神奈川県横浜市 にてサラリーマン家庭に一人っ子で生まれる。父親が生命保険会社勤務（後に副社長まで務める）で転勤が多く、小学生時代にすでに10回近く転校を繰り返した。情操教育に熱心であった母親の影響で幼い頃よりヴァイオリン、ピアノなどを習う。自主性を重んじられた教育方針の結果、自分の頭で考え行動し、自分でしたことは自分の責任という行動規範の土台ができていった。最初に自らの意思で始めたのが野球で、少年野球ではエースで4番、中学生時にはテニスで県大会に出場し好成績を収める。高校時代に音楽に目覚め、カシオペアというバンドに感銘を受けバンドを結成、「YOKOHAMA HIGH SCHOOL HOT WAVE FESTIVAL」に合格、コンテスト入賞を果たす。早稲田大学時代には、ジャズ、フュージョンのオリジナルバンドで音楽漬けの日々を送る。

### 大学卒業後
1993年、早稲田大学卒業後、清水建設に就職。管理、現場、営業の経験を積んだものの、1997年、わずか4年半で、さらに自主性を活かせる挑戦的な環境に身を置きキャリアアップしたいと考え、当時ベンチャー企業だったインターネットイニシアティブに転職。マネックス証券の立ち上げに伴うシステム開発のリーダーを担当するが、当時同社社長だった松本大に出会い、マネックス証券に入社。わずか3人の会社がものすごい速度で上場まで駆け上がっていく姿を目の当たりにし、感銘するとともに松本の発想、生き方の影響を大きく受けビジネス起業を目指すに至る。
それまでのキャリアを生かした起業ではなく、自分のクリエイティブな観点を活かしたものならどんな業界にもこだわらないと考えていた。最初に考え付いたのは、「ネットショッピングの運営」で現在の楽天のようなものであったが、楽天が登場する数年前のことであった。数人の仲間とともに事業化の計画を立てるも資金難から断念。「独立」への思いだけが残る。その後、思いついたのが、「Bar」のような雰囲気でしっかりした食事を提供する店舗であった。証券会社出身で飲食店を経営する先輩の後押しもあり、外食業界に参入。客単価1万円の「黒毛和牛専門店」のブランディング、人材に依存せずに高品質の料理を提供する方法を目指し、業界のイノベーションを志すに至る。

## ケーズカラナリープランニングと経営哲学
同社はA5ランク国産和牛専門店 鉄板焼「円居」（MADOy）を2019年現在都内に10店舗展開している。2002年、神楽坂に構えた60坪の1号店は、すぐに繁盛店となり、開店2か月で投資額を回収。積極的に事業展開を進めるが、2008年事態は一変。リーマンショックの際に赤坂、シンガポールに出店するが、8割は外国人の客であったためほとんどが本国へ帰国。倒産の危機に追い込まれる。越野にとって初めての敗北であった。だがそのことがむしろ勝つために必要なことを越野に明確にさせた。継続性が難しい飲食業にあって、事業継続のために越野は常に「三分割の法則」を提唱している。メニュー1/3、サービス1/3、環境（内装、照明、BGMなど）1/3の3つのバランスをとる、勝ち続ける経営哲学である。その哲学は、飲食業界の常識とは一線を画し「味は徹底的においしくある必要はない。あくまでも33%の役割であるべきで、仮に味が全く駄目でも残りの66%で客を失わないという理解が重要」といったユニークなものであり、リーマンショックとその後の大震災を経て自身の事業が継続するに及び、その考えが間違っていなかったと確信した。
店舗を増やし続ける越野が注力したのは、”職人不在の店づくり”であった。焼肉店のような素材料理にあっては、一流の職人がいなくても職人が作っていると客が感じられる雰囲気の演出が実現できるかということを経営の柱としている。事実、ケーズカラナリープランニングの一番の繁盛店は職人がいない店である。20年後の老舗を目指すため、「安定した継続性」を目指していると語っている。

### 江戸沢の再建
2006年～2007年にかけては当時、経営不振に陥っていたちゃんこ江戸沢（東証二部）の代表取締役として再建を託され、同社の改革を断行した。この際も3つの柱を重視。「店舗の雰囲気を大切にしながら既存店を低投資でリニューアル」、「メニュー開発を企業本位から消費者本位へ移行する」、「店舗ごと、人材ごとの個性を発揮させる」といった方針と店長にあらゆる数字の情報を開示しスタッフ全員に“商売人マインド”を持たせ、経営者意識を持たせることなどの方向性を打ち出した。また、2006年2月28日から5月31日にかけてファミリーマートと「ファミマカード」を利用したタイアップ企画を実施するなどした。

## 略歴
- 1969年 - 11月、神奈川県横浜市に生まれる[6]。
- 1993年 - 早稲田大学卒業後、清水建設に就職[1]。
- 1997年 - インターネットイニシアティブに転職[1][8]。松本大との出会いにより、独立を決意[3][6]。
- 2002年 - 8月、株式会社ケーズカラナリープランニング設立[3][4]。
- 2006年 - 
  - 2月、ミュージックセキュリティーズ社との業務提携を発表[15]。
  - 9月、日本初のインターネットによる一般募集型レストランファンド「The MADOy Grill」開店[16]。
- 2006年～2007年 - ちゃんこ江戸沢（東証二部）の代表取締役として再建を託される[1][12]。
- 2008年 - 5月15日、ケーズカラナリープランニングがポート・ジャパン・パートナーズと共同でシンガポールのベイエリア・ケッペル島に「Takumi Tokyo」をオープン[17]。
- 2012年 - 5月23日news every.に出演[18]。
- 2018年 - 1月25日、 "渋谷クロスFM"　Happy経営塾に出演[19]。

## その他
- 業界に先駆けて"働き方改革"　週休2日制、8時間勤務を実現。残業手当の1分単位支給制度も導入。会議は一切行わない[5]。
- 丸の内朝大学の講師を務める[20]。
- 趣味は音楽鑑賞、座右の銘は「人生万事塞翁が馬」[3]。